# Caso Nene

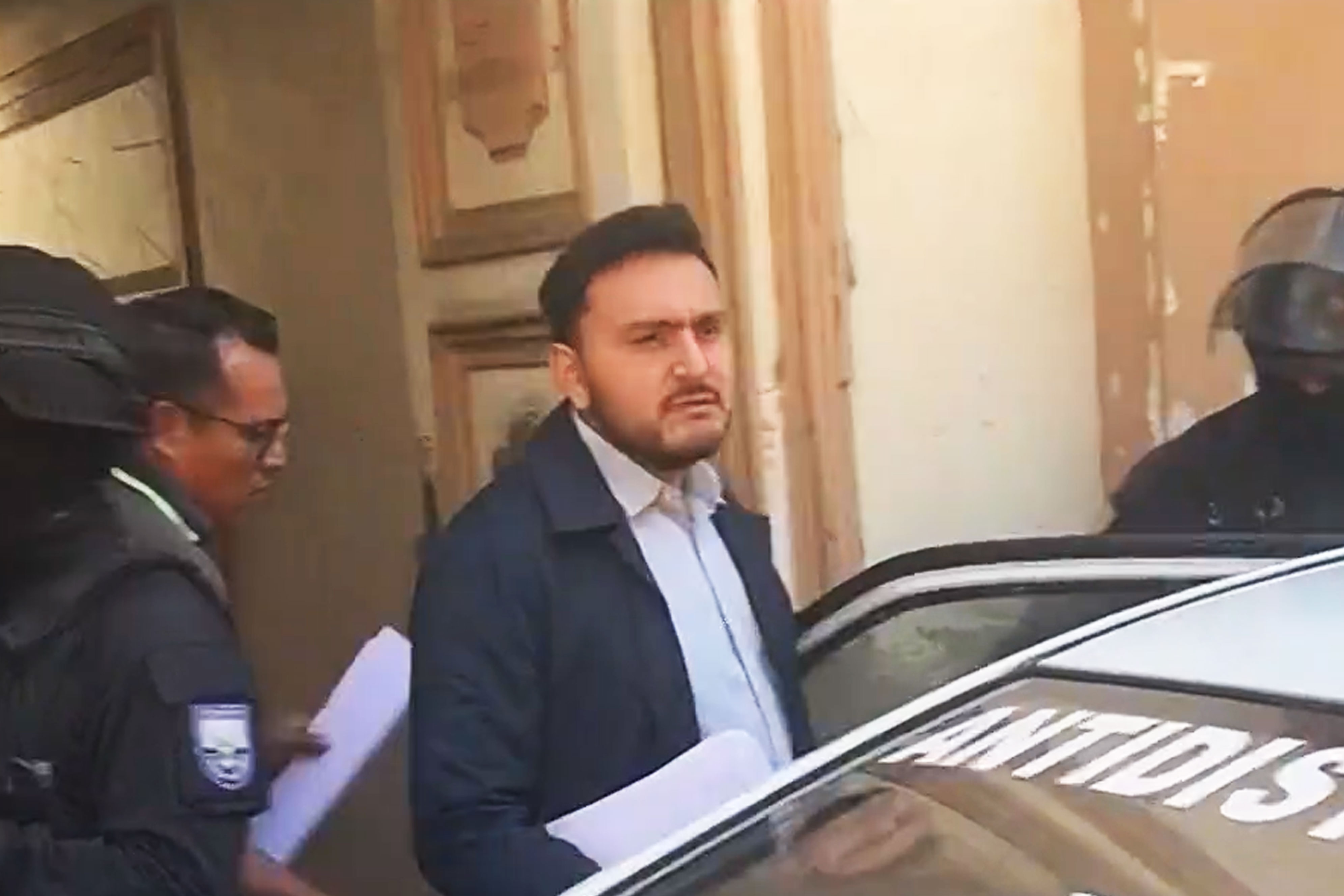
Barreiro Abad

Caso Nene es el nombre con el cual Fiscalía General del Estado de Ecuador denominó al controversial operativo y la investigación que se realiza en el marco por presunta oferta de tráfico de influencias en la Vicepresidencia de la República. El caso Nene que involucra a Francisco Sebastián Barreiro Abad, hijo de la vicepresidenta de la República, Verónica Abad, y su presunta participación en supuestas actividades ilícitas dentro de la Vicepresidencia. Verónica Abad por su parte ha denunciado a este caso como uno más de los ataques que demostrarían violencia política en contra de ella para presionarla a renunciar a su cargo. Verónica Abad inició varias demandas contra Daniel Noboa por violencia política. La controversia vendría desde mucho antes de la detención del hijo de Verónica Abad. La Vicepresidente fue relegada a una única función fuera de su país como Embajadora en Israel, Daniel Noboa firmó un decreto quitándole la seguridad fuera de Ecuador, La Canciller nombrada por Daniel Noboa ordenó a la Vicepresidente que se calle y cuando luego vino la detención del hijo de la Vicepresidente. La controversia se daría porque Daniel Noboa corre como candidato para su reelección presidencial y según la Constitución del Ecuador la persona que debe asumir la presidencia es el vicepresidente.La Vicepresidente Verónica Abad ha llamado la atención que el gobierno de Daniel Noboa la persigue. "¿Cómo puede ser que más de 11 instituciones públicas estén inmiscuidas en esta persecución a la vicepresidenta? Han perdido recursos, han gastado todo el tiempo del mundo para inventarme cualquier horror porque esto es para escribir un libro de horror", dijo la vicepresidenta del Ecuador, Verónica Abad".Consistentemente, el hijo de la Vicepresidente, ha dicho ser víctima de persecución política, que sobre su casa vuelan drones, que ha recibido amenazas de muerte.Así mismo su abogado ha denunciado que militares detuvieron a 3 policías infraganti, haciendo seguimiento ilegal al hijo de la Vicepresidente, fotografiándolo y filmándolo, policías que están bajo las órdenes del gobierno.

## Antecedente

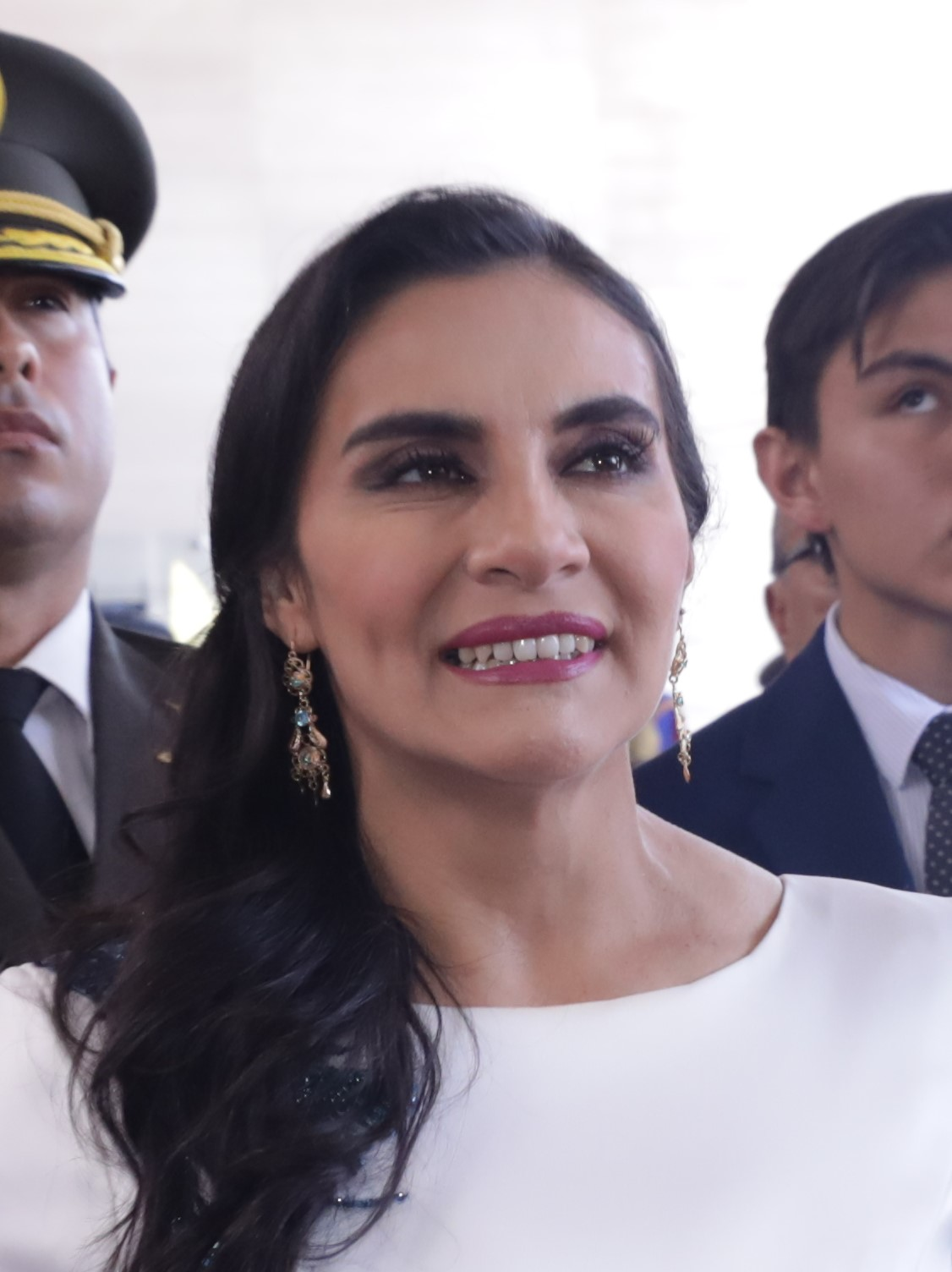
Verónica Abad

Francisco Sebastián Barreiro Abad, con una formación en Derecho y Ciencias Políticas y Sociales obtenida en la Universidad de Cuenca, Barreiro Abad ha consolidado una trayectoria profesional que lo ha llevado a ocupar diversos cargos de importancia en el ámbito público. El periodo que va desde el año 2020 hasta el presente revela su participación como profesional independiente en el Centro de Arbitraje y Mediación, así como su ocupación como Director Nacional de Servicios de Mediación entre diciembre de 2023 y enero de 2024. Estas posiciones evidencian su involucramiento en actividades relacionadas con la resolución de conflictos y la gestión de procesos legales.
Barreiro es el primero de tres hijos que tiene Abad. Barreiro Abad ha ocupado roles de autoridad en el ámbito policial, como lo demuestra su experiencia previa como intendente de Policía del Azuay, así como su desempeño como comisario nacional de Policía en los cantones Pucará y Cuenca. Estos antecedentes, aunque no directamente relacionados con sus actividades actuales, podrían arrojar luz sobre sus relaciones, influencias y prácticas profesionales.
En este sentido, los eventos recientes que lo sitúan en el centro de una investigación por una presunta oferta de tráfico de influencias ponen de relieve la importancia de analizar su historial completo, desde su formación académica hasta sus roles más recientes, para entender mejor los posibles factores que contribuyeron a su involucramiento en el caso Nene y las implicaciones que esto puede tener tanto para él como para otras figuras prominentes en la esfera pública.
La Vicepresidente Verónica Abad ha identificado este caso penal contra su hijo dentro de una serie de ataques y persecuciones contra ella por parte del presidente Daniel Noboa y sus Ministros para presionarla para que renuncie a su cargo. En una de las demandas de la Vicepresidente contra Daniel Noboa se identifican al menos 12 ataques del gobierno incluyendo el uso de este caso como forma de presión para que renuncie. 
La asesora presidencial Diana Jácome directamente cuestionó a la Vicepresidente por no salir de Israel y regresar a Ecuador (lo cual hubiese accareado una potencial destitución por abandono del cargo) cuando su hijo fue ordenado prisión preventiva. A continuación cito las palabras de Jácome mismas que ciertos medios han calificado de mostrar la verdadera intención al encarcelar al hijo de la Vicepresidente en la cárcel de máxima seguridad "La Roca" por parte del SNAI, institución que controla cárceles, dirigida por el ejecutivo. "Si tu hijo está preso, ¿tú te regresas o prefieres mantenerte porque prefieres el poder?"

## Detención
El allanamiento simultáneo de la residencia y los espacios de trabajo de Francisco Sebastián Barreiro, llevado a cabo por las autoridades pertinentes, marca un giro dramático en la trayectoria de este individuo, quien, hasta hace poco, se desenvolvía en roles profesionales de importancia. La detención, efectuada en la mañana del 21 de marzo, revela un presunto caso de oferta de tráfico de influencias que pone en entredicho la integridad y la transparencia en la esfera pública. Este acontecimiento no solo afecta a Barreiro en su calidad de individuo, sino que también arroja una sombra sobre la figura de su madre, la vicepresidenta Verónica Abad, cuyo prestigio y credibilidad se ven inevitablemente cuestionados por la supuesta implicación de su hijo en actividades ilícitas.
El traslado de Francisco Sebastián Barreiro Abad hasta las oficinas de la Fiscalía se convirtió en un evento altamente mediático, con la presencia de la Policía y la atención de los medios de comunicación. Durante aproximadamente una hora, Barreiro estuvo bajo escrutinio mientras la Fiscalía llevaba a cabo su procedimiento. Al salir de estas instalaciones, escoltado por agentes de seguridad, Barreiro emitió un comentario en respuesta a una pregunta del medio cuencano Motepodcast Radio, afirmando: "Todo es político y doy todas las facilidades". Esta declaración, cargada de implicaciones, sugiere una percepción personal sobre la naturaleza de los eventos y su contexto político.
La naturaleza del delito imputado a Barreiro, oferta de tráfico de influencias, está definida en el artículo 286 del Código Orgánico Integral Penal (COIP). Este artículo establece que comete este delito cualquier persona que, mediante aceptación o solicitud de remuneración, busque influenciar a un servidor público para obtener actos o resoluciones favorables a sus intereses o a los de terceros. Es importante distinguir este delito del tráfico de influencias, que implica el abuso de cargos o funciones por parte de servidores públicos o personas con potestad estatal para obtener beneficios personales o para terceros. Esta diferencia legal subraya la gravedad de las acusaciones y el contexto en el que se desarrolla la investigación contra Barreiro y sus posibles implicaciones políticas y legales.

### El Denunciante admite no haber pagado un solo dólar por el alegado diezmo.[19]
Rommel Esteban Pérez Chicaiza, el denunciante en el Caso Nene, admite en su denuncia y testimonio que nunca ha pagado un solo dólar por el supuesto acuerdo que está bajo investigación. Esta declaración pone en tela de juicio la base de la acusación y resalta la importancia de la distinción entre “tráfico de influencias” y “oferta de tráfico de influencias” en muchas legislaciones internacionales.
En varias legislaciones para que un acto sea penalizado, generalmente se requiere que el ilícito se haya concretado, es decir, que exista evidencia de un intercambio real de dinero o favores en función de la influencia ejercida.Inclusive la misma influencia per se no es ilegal sin intercambio.Influence peddling per se is not necessarily illegal

### Legislaciones Comparativas
- Estados Unidos: La Foreign Corrupt Practices Act (FCPA) regula las prácticas de soborno y corrupción, estableciendo que para que se considere tráfico de influencias, debe haber una acción efectiva, no solo una oferta.[20]
- Reino Unido: La Bribery Act 2010 penaliza el soborno y el tráfico de influencias, pero solo si hay una transacción real o un acuerdo comprobado para obtener un beneficio. La falta de materialización puede resultar en la no penalización de simples ofertas.
- Suiza: El Código Penal Suizo (Artículo 322) aborda delitos relacionados con la corrupción y el tráfico de influencias, centrándose en la realización efectiva del favor o pago, y no penaliza la mera oferta sin pruebas de influencia ejercida o beneficio concretado.

La ausencia de pago por parte del denunciante es un factor clave que podría debilitar su acusación, alineándose con las prácticas legales internacionales que exigen evidencia concreta para la penalización de delitos relacionados con el tráfico de influencias.

### Prisión preventiva
Barreiro fue arrestado el jueves por la mañana en Cuenca como resultado de los allanamientos realizados por la Fiscalía en relación con este caso. Posteriormente, fue llevado a Quito, donde se llevó a cabo una audiencia para presentar los cargos en su contra y se ordenó que permanezca en prisión preventiva para evitar su fuga del país. El hijo de la vicepresidenta, Verónica Abad, deberá cumplir los 90 días de prisión preventiva en la cárcel de máxima seguridad La Roca, en Guayaquil.Entre las pruebas con las que cuenta Fiscalía hay dos CDs con grabaciones de audio de llamadas, además de fotografías y videos.
Es notable que todas las supuestas pruebas de Fiscalía corroboran que nunca hubo pago de un solo dólar por parte del acusador Rommel Esteban Pérez Chizaiza. El estado está persiguiendo al hijo de la vicepresidente por una supuesta conversación.
Francisco Sebastián Barreiro Abad, hijo de la vicepresidenta Verónica Abad, no pudo recuperar su libertad a pesar de haber pagado una fianza de $20,000 sino hasta casi un mes después del pago, debido a maniobras legales que retrasaron el proceso. El 12 de abril, la jueza María Fernanda Castro Angos aceptó la fianza, pero un día después, Rommel Esteban Pérez Chicaiza, el denunciante, contrató como abogado a David Roberto Meza Angos, primo de la jueza. Esto creó un conflicto de interés, ya que el abogado no podía asumir la defensa de Pérez mientras su prima tramitaba el caso, violando el artículo 335 del Código Orgánico de la Función Judicial.
Meza Angos presentó una petición de excusa el 15 de abril, alegando su parentesco con la jueza y problemas familiares. Como resultado, la jueza Castro Angos perdió la competencia en el caso, lo que impidió que firmara la orden de excarcelación de Barreiro, quien permaneció en la cárcel de La Roca, Guayaquil.
El juez Vicente Fernando Hidalgo Maldonado revisó la solicitud de excusa/recusación el 22 de abril y la rechazó, ordenando devolver el caso a la jueza Castro Angos. Además, solicitó que se iniciaran procedimientos disciplinarios contra Meza Angos. Aunque la jueza Castro Angos recuperó la competencia, su primo Meza Angos presentó recursos de aclaración y ampliación, retrasando aún más la liberación de Barreiro.
El abogado de Barreiro, Oswaldo Trujillo, consideró estas acciones como tácticas dilatorias, argumentando que su cliente cumplía con los requisitos legales para la fianza, pero que el proceso se vio obstaculizado por estos recursos legales que, según él, faltaron a la lealtad procesal.

## Extorsión y tráfico de poder
El caso Nene involucra acusaciones de corrupción contra Francisco Barreiro y un supuesto asesor de la Vicepresidenta de Ecuador, Daniel R., quienes presuntamente exigieron un porcentaje mensual del salario del denunciante a cambio de un cargo. Se afirma que en enero, en un hotel de Quito, se acordó que el denunciante entregara $2,000 de su sueldo mensual de $3,200, con $1,700 destinados a Barreiro personalmente, y firmara una letra de cambio por $30,600. Después de no poder realizar el primer pago acordado, se coordinó la entrega de $3,400 a Barreiro en febrero de 2024. Además, se menciona la presunta participación de Carolina M., nuera de la vicepresidenta Verónica Abad, en la gestión de comunicaciones en el Ministerio. El 15 de marzo de 2024, el denunciante habría pedido la letra de cambio en la oficina de Barreiro en Cuenca, donde Carolina M. presuntamente estuvo presente y se ordenó quemar el documento. Hasta el momento, la vicepresidenta Abad no ha comentado sobre el caso, aunque su hijo, Barreiro, detenido, sugirió que todo es político y prometió cooperar en la investigación.
La defensa ha señalado lo que serían graves inconsistencias en la denuncia e irregularidades procesales en el Caso Nene, que además vulnerarían principios fundamentales del derecho internacional, como el derecho a un juicio justo y la protección contra la persecución política. Estas irregularidades incluyen:
- Inconsistencia matemática: El denunciante, Rommel Esteban Pérez Chicaiza, afirmó haber firmado una letra de cambio para garantizar el pago de un año de servicios. Sin embargo, las cifras no cuadran. Según su versión, debía pagar $30,600 por un año de servicios, lo que correspondería a $2,550 mensuales, no $2,000 como alegó en su denuncia. Esta discrepancia pone en tela de juicio la coherencia de su testimonio y socava la credibilidad del caso.[26]
- Inconsistencia en la letra de cambio: No existe una letra de cambio física presentada por la Fiscalía. La acusación se basa en una supuesta fotografía tomada por el denunciante, quien afirma haber quemado el documento en un basurero. No hay evidencia tangible de la letra quemada ni de las cenizas, lo que invalida esta prueba y viola los principios del debido proceso, consagrados en la Convención Americana sobre Derechos Humanos (artículo 8), que exige una investigación exhaustiva y pruebas fehacientes.[26]
- Inconsistencia en la acusación: Siguiendo la narrativa de la acusación, el propio Rommel Esteban Pérez Chicaiza debería ser investigado por intentar influir en un funcionario público con el fin de obtener un beneficio personal a través de un tercero. De acuerdo con los principios de imparcialidad y no discriminación recogidos en el Pacto Internacional de Derechos Civiles y Políticos (artículo 26), el denunciante no debería estar protegido por el Estado con medidas cautelares, sino enfrentar una investigación por sus propios actos.[26]
- Irregularidad en la medida cautelar: La jueza María Fernanda Castro Angos impuso la prisión preventiva, la medida más severa del Código Orgánico Integral Penal (COIP), sin justificar por qué no se consideraron otras medidas menos restrictivas, como la prohibición de salida del país o el uso de un grillete electrónico. Esto constituye una violación del derecho a la libertad personal y a la presunción de inocencia, recogidos en la Declaración Universal de los Derechos Humanos (artículo 9 y 11), ya que Francisco Sebastián B.A., hijo de la Vicepresidenta, no tenía antecedentes penales. La jueza justificó su decisión señalando que el acusado había viajado al extranjero en varias ocasiones y por ser hijo de la Vicepresidenta, sugiriendo que este parentesco era un agravante, lo cual es un argumento carente de fundamento legal.[26]
- Irregularidad en la asignación de la cárcel: Francisco Sebastián B.A. fue enviado a La Roca, la cárcel de máxima seguridad del país, sin una justificación clara. El SNAI, bajo la dirección del gobierno de Daniel Noboa, no explicó por qué fue recluido en esta prisión, violando el principio de proporcionalidad en la administración de justicia. Esta decisión contradice las garantías del Pacto Internacional de Derechos Civiles y Políticos (artículo 10), que establece que las personas privadas de su libertad deben ser tratadas con humanidad y respeto a la dignidad inherente de la persona. A otros acusados en casos de corrupción mucho más graves se les otorgaron medidas alternativas a la prisión preventiva, lo que resalta la desproporcionalidad y el sesgo político en este caso.[16]
- Irregularidad en la coincidencia del mismo fiscal en casos contra enemigos de Daniel Noboa: Extrañamente de todos los fiscales en Ecuador, coincidencialmente, el fiscal que impulsa el Caso Nene es el mismo fiscal que persigue a la familia de la exesposa de Daniel Noboa, Gabriela Goldbaum, mismo que ha sido denunciado por abogados de la familia Goldbaum en medios.[27]  La Abogada Ma. José Cevallos “cuestionó que el fiscal Carlos Alarcón Argudo lleve la causa, pues es el mismo funcionario investigador asignado "en otros procesos mediáticos" como el caso Nene, en el que está procesado Sebastián Barreiro, hijo de la vicepresidenta Verónica Abad.”[28] La abogada considera que su cliente, el excuñado de Daniel Noboa, Federico Goldbaum, sufre de una persecución con utilización del sistema penal. Es de conocimiento público en Ecuador que Daniel Noboa tiene enemistad pública con su exesposa y madre de su hija, a quien la ha demandado cuantiosas veces, de acuerdo a Teleamazonas alrededor de 50 procesos judiciales (civiles, penales). [29]
- Irregularidad en el parentesco de la jueza y su primo, quien es el abogado del acusador: Existe un claro conflicto de interés y violación de leyes en el caso, ya que la jueza María Fernanda Castro Angos es prima hermana del abogado del acusador, David Roberto Meza Angos. Esto vulnera el principio general de objetividad e imparcialidad que rige en los sistemas judiciales de Occidente. Aunque la jueza Castro Angos fue removida recientemente a petición de la defensa, ella procesó la mayor parte del caso, lo que afecta la transparencia del proceso. Además, su primo, David Roberto Meza Angos, sigue actuando como abogado del acusador, lo que ya ha puesto en tela de dula la credibilidad del juicio.[23]

En conjunto, estos actos no solo representarían irregularidades legales, sino una violación flagrante de derechos fundamentales consagrados en el derecho internacional, exacerbando la persecución política contra el hijo de la Vicepresidenta Verónica Abad, quien se ha declarado el primer perseguido político de Daniel Noboa.

## Repercusión
El Gobierno Nacional, a través del Ministerio del Interior, emitió un comunicado en relación con el caso de tráfico de influencias que involucra al hijo de la vicepresidenta, Verónica Abad. El comunicado, publicado por la ministra Mónica Palencia, informó sobre la ejecución de dos allanamientos en Cuenca, en colaboración con la Policía Nacional y la Fiscalía General del Estado, como parte de la investigación del "Caso Nene". Durante el operativo, se llevó a cabo la detención de Francisco Sebastián B.A. por su presunta implicación en los hechos bajo investigación. El comunicado reafirma el compromiso del Gobierno en la prevención y erradicación del delito, especialmente en lo relacionado con la corrupción, demostrando una postura de cero tolerancia hacia estos actos, sin importar su origen.
El Ministerio del Interior y la Policía, por su parte, utilizaron sus plataformas en redes sociales para hacer declaraciones oficiales sobre el operativo. En un comunicado, expresaron el compromiso del Gobierno a través de la Secretaría Pública Anticorrupción en la prevención y erradicación del delito, respaldando la persecución de cualquier acto de corrupción. El Ministerio del Interior reafirmó su postura de cero tolerancia hacia la corrupción, independientemente de su origen, subrayando un enfoque articulado y coordinado para combatir este flagelo.